# 斜視手術
斜視手術 は、斜視つまり眼位のずれを矯正するための外眼筋の手術である。 外眼筋手術は米国で年間約120万件で、3番目に多い眼科手術である。1818年にメリーランド大学の一般外科医兼教授であるボルチモアのウィリアムギブソン（William Gibson）によっていくつかの試みが行われたが、最も初期の成功した斜視手術例は1839年10月26日にヨハン・フリードリッヒ・ディーフェンバッハ（Johann Friedrich Dieffenbach）が内斜視の7歳児に施行した例である。   
外眼筋と目玉の接合部分を切り離して斜視を治療するというアイデアは、1837年にニューヨークの眼科医ジョン・スカダー（John Scudder）によってアメリカの新聞に掲載された。

## 術式
- 外眼筋の一般的な 斜視手術の種類 [4] [5]
  - 外眼筋を弱める方法 

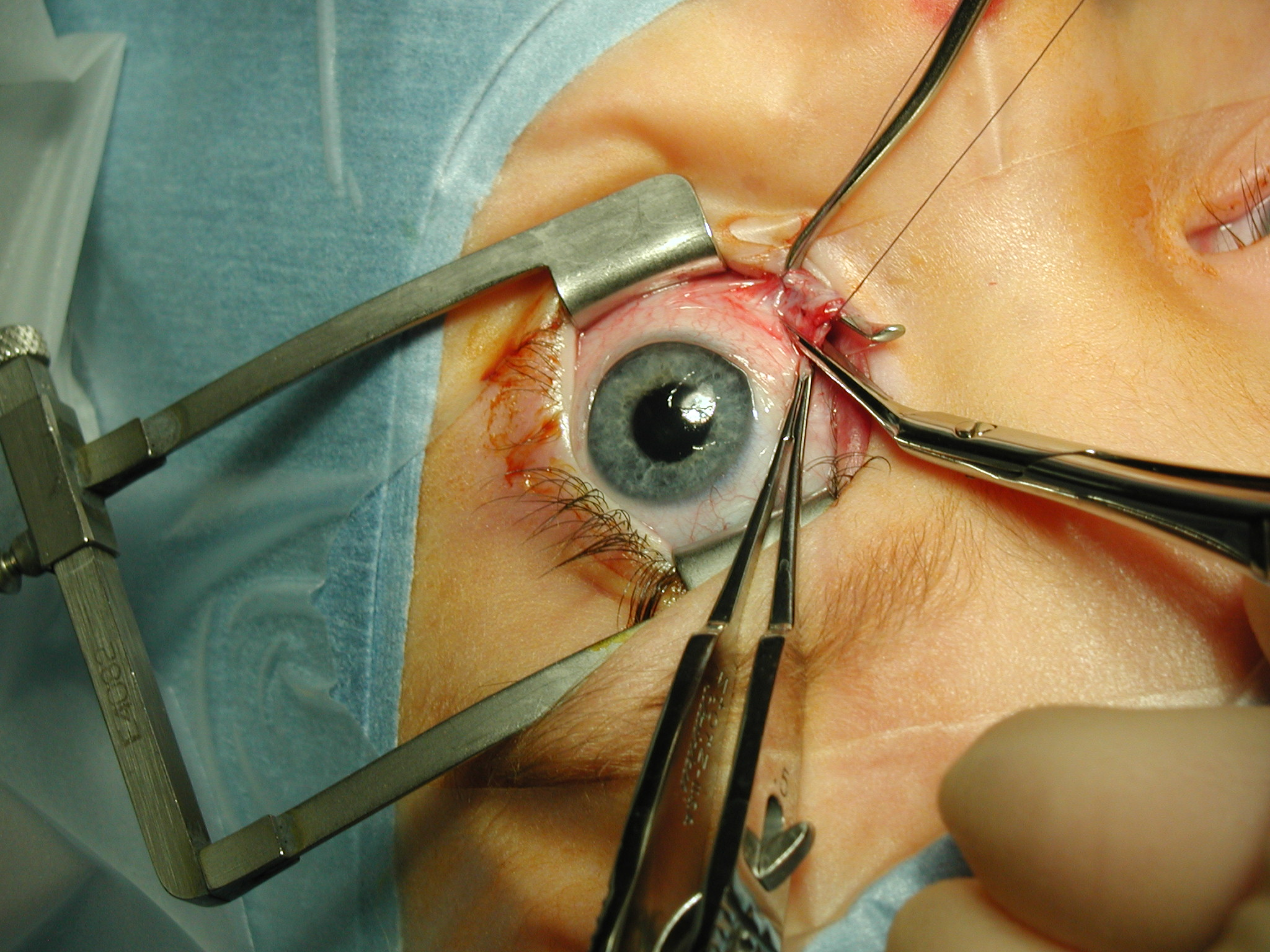
内側直筋の切離

    - 後転術：目玉と筋肉の接合部分を一度切り離し、筋肉の走行に沿って後ろへ移動させ、再び眼球に縫い付ける方法
    - 筋切除術
    - 筋切離術
    - 腱切除術
    - 腱切開術

  - 外眼筋を強める方法 
    - 短縮術:外眼筋を眼球の付着部から切り離し、切断した端から一定量を切除して筋肉の長さを短くして元の付着部に縫い付ける方法 [6]
    - タッキング
    - 前転術:眼球の元の付着位置から目の筋肉がより前方の位置に移動させる方法

  - 転置または再位置決めの手順
  - アジャスタブル法：眼位のずれをより正確に矯正できるように、術後1日以内に眼球に固定する糸の結び目を移動させることで微調整する方法 [7] [8]

手術時間は１つの外眼筋につき1時間程度で、局所麻酔による日帰り手術が一般的（成人、中高生の場合）。術後、痛みや異物感を感じることがあり、1ヶ月位の間、眼の充血がある。再手術が必要になる場合、術中の痛みが伴い、外眼筋の短縮術後は、後転術よりも痛みを伴う。目の充血も初回より長く続き、術後に悪心嘔吐を引き起こすことがある。 
術後は眼帯を使用し、目への刺激（例：光、目の回転）から保護する。

## 成果

### 眼位の矯正と視機能の正常化
矯正量の不足または過剰：手術後、眼の位置は正位またはほぼ正位（矯正）になるが、矯正が過剰または不足の場合、さらなる治療または再手術が必要になる。長期的結果でみると、手術後にある程度の両眼協調がみられる場合、そうでない場合よりも眼位がそのまま正常な位置に留まる可能性が高くなる。患者が手術後にある程度の両眼融合を達成できる場合は、そうでない場合よりも長期にわたって目が整列したままになる可能性が高くなる。先天性内斜視患者の術後6か月の経過観察の時点で斜視角が小さい（8 ジオプター）内斜視または外斜視が見られる患者を対象にした研究では、斜視角が小さい内斜視患者は同じ斜視角の外斜視患者と比べると手術から5年後でも眼位が矯正されたままになる可能性が高いことが分かった。先天性内斜視患者の小児は、外科的治療が早期に行われた場合、術後に立体視がより向上するという暫定的な証拠がある（ 乳児内斜視＃手術参照 ）。 
その他の症例報告：斜筋障害のための斜視手術後に、恒常性外斜視を引き起こすことがある。まず最初に交代性上斜位が検出される場合があるが、子供の場合、早期手術をした方がこの重症度は低くなる傾向がある。次に、斜視手術は主観的および客観的な回旋偏位を引き起こすことがあり、視覚系がそれを補うことができない場合は回旋斜位および回旋複視が生じることがある 。 
水平直筋のみの手術後に現れる垂直偏差、AパターンとVパターン、および回旋斜位は特定の外科的予防措置を講じることにより予測または回避できることが知られている。
機能的考察：斜視手術後、続発性の単眼固定症候群が発症することが多い。
機能の改善とさらなる利点：長年の間、長期にわたる斜視の成人患者は手術によって整容（見た目）だけが改善されると考えられていた。しかし近年では、このタイプの患者でも、術後の運動アライメントが非常に高いと両眼視機能が改善されるケースがあった。内向斜視の場合、矯正により患者の両眼視野が広くなり、周辺視が改善される。さらに、眼のアライメントの矯正は、患者に心理社会的および経済的な利益にもつながる（ 斜視の心理社会的影響も参照）。

### 合併症
複視は、斜視手術後の最初の数週間でかなり頻繁に発生する。 
手術後に非常に稀に発生する合併症には、眼感染症、強膜穿孔による出血、眼筋の剥離、または視力喪失が含まれる。 
眼筋の手術は、瘢痕化（線維症）を引き起こす。瘢痕が広範囲に及ぶ場合、目の白い部分に隆起した赤い組織が見えることがある。繊維症は手術中にマイトマイシンC（Mitomycin C、MMC）を使用すると軽減できる。 
スイスの眼科医ダニエル・モジョンによって考案された 極小切開斜視手術（Minimally Invasive Strabismus Surgery - MISS） は比較的新しい術法で、合併症のリスクを軽減し、術後に眼機能の回復が早いことと、傷の治りが早いという利点がある。手術用顕微鏡下で行うため、結膜の切開は従来の斜視手術よりもはるかに小さくなる。2017年に発表された研究では、MISSの術後期間に結膜とまぶたの腫れの合併症は少なく、長期追跡結果ではMISSと従来の術式の術後結果が類似していることが報告されている。MISSは、眼球運動の制限が見られる場合でも、あらゆるタイプの斜視手術、すなわち直筋の後転術、短縮術、転位、プリケーション（襞作成）に使用できる。 
ごく稀に、眼心臓反射により斜視手術中に徐脈や不整脈、場合によっては心停止をきたすことがある。

## その他
- Eye surgery
- Orthoptist
- Stereopsis recovery